# Česká obchodní inspekce
Česká obchodní inspekce (zkráceně ČOI) je orgán státní správy podřízený Ministerstvu průmyslu a obchodu ČR. Ústředního ředitele ČOI jmenuje ministr průmyslu a obchodu. ČOI byla ustanovena zákonem č. 64/1986 Sb., o České obchodní inspekci. Je nástupnickou organizací někdejší Státní obchodní inspekce. Člení se na ústřední inspektorát a jemu podřízené inspektoráty se sídly v některých krajských městech.
Česká obchodní inspekce kontroluje a dozoruje právnické a fyzické osoby prodávající nebo dodávající výrobky a zboží na vnitřní trh, poskytující služby nebo vyvíjející jinou podobnou činnost na vnitřním trhu, poskytující spotřebitelský úvěr nebo provozující tržiště (tržnice), pokud podle zvláštních právních předpisů nevykonává tento dozor jiný správní úřad.

## Kontrola
- dodržování podmínek stanovených k zabezpečení jakosti zboží nebo výrobků (kromě potravin) včetně jejich zdravotní nezávadnosti, podmínek pro skladování a dopravu;
- zda se při prodeji zboží používají ověřená měřidla (pokud ověření podléhají), a zda používaná měřidla odpovídají příslušným předpisům, technickým normám či patřičnému schválení;
- dodržování podmínek stanovených právními a jinými příslušnými předpisy pro poskytování určitých služeb a provozování některých specifických činností;
- zda při uvádění výrobků na trh byly tyto výrobky opatřeny náležitým povinným označením, popřípadě zda k nim byl vydán či přiložen předepsaný certifikát, zda vlastnosti stanovených výrobků uvedených na trh odpovídají příslušným technickým požadavkům a podobně;
- zda výrobky uváděné na trh jsou bezpečné;
- zda jsou při sjednávání spotřebitelského úvěru dodržovány povinnosti stanovené právními předpisy (pokud dozor v daném případě nevykonává Česká národní banka).

## Dozor v rozsahu vymezeném zákony
- č. 64/1986 Sb., o České obchodní inspekci,
- č. 634/1992 Sb., o ochraně spotřebitele,
- č. 22/1997 Sb., o technických požadavcích na výrobky,
- č. 102/2001 Sb., o obecné bezpečnosti výrobků,
- č. 477/2001 Sb., o obalech,
- č. 86/2002 Sb., o ochraně ovzduší,
- č. 311/2006 Sb., o pohonných hmotách,
- č. 379/2005 Sb., o opatřeních k ochraně před škodami působenými tabákovými výrobky, alkoholem a jinými návykovými látkami,
- č. 353/2003 Sb., o spotřebních daních,
- č. 145/2010 Sb., o spotřebitelském úvěru,
- č. 189/1999 Sb., o nouzových zásobách ropy,
- č. 253/2008 Sb., o některých opatřeních proti legalizaci výnosů z trestné činnosti a financování terorismu,
- č. 56/2001 Sb., o podmínkách provozu vozidel na pozemních komunikacích (např. taxislužby a pod.),
- č. 247/2006 Sb., o omezení provozu zastaváren a některých jiných provozoven v noční době,
- č. 255/2012 Sb., o kontrole (kontrolní řád).

## Sankce
Za porušení uvedených zákonů může Česká obchodní inspekce v některých případech uložit kontrolovanému subjektu pokutu až do výše 50 milionů Kč. Za méně závažná porušení zákona mohou inspektoři ČOI uložit příkazem na místě kontrolované osobě blokovou pokutu do 10000 Kč, a to i fyzickým osobám prodávajícím produkty z vlastní drobné chovatelské či pěstitelské činnosti anebo lesní plodiny.
Kromě finančních sankcí uplatňuje ČOI i zákazy prodeje výrobků, resp. zákazy uvádění výrobků na trh, a to v případě, že tyto neodpovídají požadavkům právních předpisů.
Česká obchodní inspekce nekontroluje kvalitu potravin, pokrmů a tabákových výrobků. Těmito produkty a službami se ČOI zabývá pouze z hlediska poctivosti jejich prodeje (jako je správné účtování ceny a pod.). Dozor nad kvalitou potravinářských výrobků vykonává Státní zemědělská a potravinářská inspekce.
Dozor nad zdravotní nezávadností potravin živočišného původu, nad ochranou našeho území před možným zavlečením nebezpečných nákaz nebo jejich nositelů vykonává Státní veterinární správa České republiky.
Státní zdravotní dozor nad dodržováním zákazů a plněním povinností stanovených zákony a předpisy o ochraně veřejného zdraví, včetně ochrany zdraví při práci, vykonávají orgány ochrany veřejného zdraví.

## Poskytování informací
Na internetových stránkách www.coi.cz naleznete všechny základní informace o České obchodní inspekci. Jsou zde rovněž zveřejňovány informace v souladu se zákonem č. 106/1999 Sb., o svobodném přístupu k informacím.
Česká obchodní inspekce poskytuje občanům informační a poradenské služby, a to v obvyklých pracovních dnech na každém z jejích pracovišť.
Informace pro média poskytuje v souladu se zákonem č. 46/2000 Sb. tiskový mluvčí ČOI. Od 27. října 2013 zveřejňuje veškerá data o provedených kontrolách, přijatých opatření a uložených pokutách ve formátu otevřených dat. ČOI byla prvním orgánem veřejné správy, který začal poskytovat otevřená data o kontrolách a také prvním orgánem veřejné správy, který začal poskytovat otevřená data v podobě Linked open data (propojitelných otevřených dat) ve formátu RDF.
Při ČOI působí také Evropské spotřebitelské centrum ČR, které poskytuje informace o právech spotřebitelů při přeshraničním nakupování u obchodníků z jiných zemí Evropské unie, Norska a Islandu a také bezplatně pomáhá řešit spory českých spotřebitelů s prodejci zboží a poskytovateli služeb z uvedených zemí. ESC ČR je členem sítě Evropských spotřebitelských center (ECC-Net), zřízené a financované Evropskou komisí a státy, podílejícími se na tomto projektu. Více naleznete na webu www.evropskyspotrebitel.cz.